# Perymenium
Perymenium es un género de plantas fanerógamas perteneciente a la familia de las asteráceas.   Comprende 106 especies descritas y de esta, 47 aceptadas. Se encuentra en América.

## Descripción
Son arbustos erectos o árboles pequeños, nudos anillados por una banda angosta de tejido conectando las bases de los pecíolos. Hojas opuestas, dentadas. Capitulescencias de cimas terminales de capítulos pedunculados; capítulos radiados; involucros en 2–4 series; filarias imbricadas; páleas pajizas, carinadas, envolviendo a los aquenios; flósculos del radio fértiles, las lígulas amarillas; flósculos del disco perfectos, amarillos. Aquenios dimorfos, los del radio triquetros, los del disco biconvexos, todos con alas angostas por lo menos en la parte distal y rugulados; vilano de aristas caedizas en un rostro poco diferenciado.

## Taxonomía
El género fue descrito por Heinrich Adolph Schrader y publicado en Index Seminum (Goettingen) 1830: 4. 1830. La especie tipo es Perymenium discolor Schrad. 

## Algunas especies aceptadas
A continuación se brinda un listado de las especies del género Perymenium aceptadas hasta julio de 2012, ordenadas alfabéticamente. Para cada una se indica el nombre binomial seguido del autor, abreviado según las convenciones y usos.
- Perymenium acuminatum (La Llave) S.F.Blake
- Perymenium alticola McVaugh
- Perymenium asperifolium Sch.Bip. ex Klatt
- Perymenium basaseachicanum B.L.Turner
- Perymenium beckeri J.J.Fay
- Perymenium berlandieri DC.